# Zeugites pittieri
Zeugites pittieri är en gräsart som beskrevs av Eduard Hackel. Zeugites pittieri ingår i släktet Zeugites och familjen gräs. Inga underarter finns listade i Catalogue of Life.